# Ахымаа
Ахымаа — абхазский народный многострунный щипковый музыкальный инструмент. Ахымаа представляет собой трапециевидную раму, пересечённую по центру перпендикулярно основаниям деревянной планки, под которой установлен корпус.
Ахымаа изготавливают из липового дерева. Струны ахымаа из конского волоса.

## История

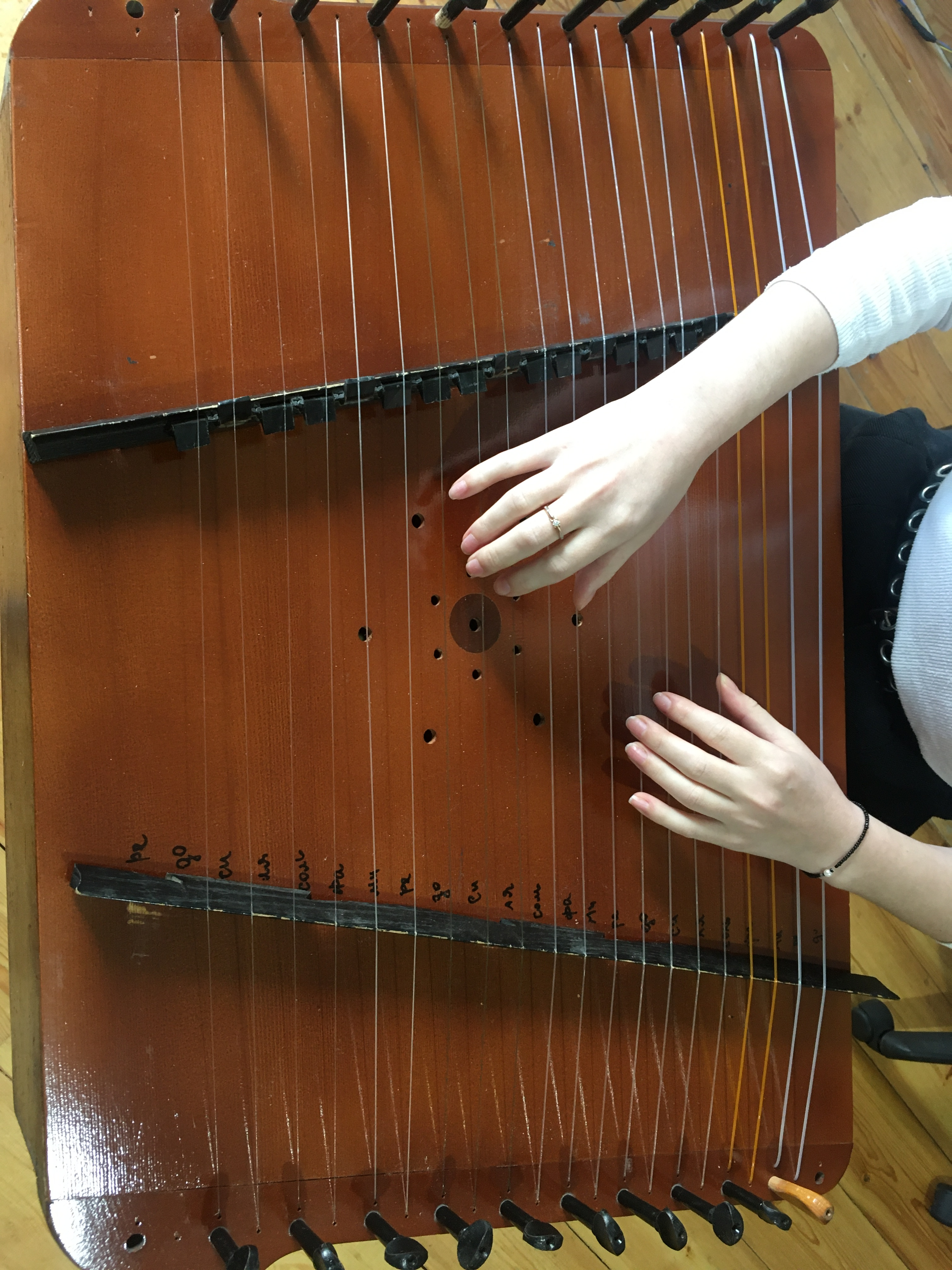

Народный образец этого инструмента в абхазском быту не сохранился; мастер Хаджарат Ладариа восстановил его по чертежу И. Е. Кортуа, сделанному на основании описания, данного 120-летним старожилом Елыфом Кобахия из села Лыхны. Реконструированная ахымаа выставлена в Абхазском государственном музее. Она представляет собой трапециевидную раму, пересечённую по центру перпендикулярно основаниям деревянной планкой, под которой установлен корпус. На планке над корпусом и на боковых сторонах рамы вставлены колки, за которые закрепляются струны из конского волоса. Они отходят по обе стороны параллельно основаниям. На правой стороне — струны низкого регистра, на левой — высокого.
Согласно легенде, возник как орудие для излияния горя. В легенде говорится, что отец, случайно убивший своего сына, натянул конские волосы на корыто, в котором купали в детстве ребёнка. Конец этого корыта, приспособленный для изголовья, был расширен. На нём было три ручки, поэтому и назвали музыкальный инструмент ахымаа — в переводе с абхазского «трёхручье».
Легенда эта, записанная со слов старожилов, связывалась с именем народного героя Напха Кягуа, жившего в Бзыбской Абхазии. Он считался одним из лучших стрелков своей страны. Во всех больших состязаниях в стрельбе, устраивавшихся как при совершении годовых поминок, так и на всех больших праздниках, брал первые призы. Кягуа любил охотиться в горах. Однажды во время охоты, выжидая дичь, он заметил, что верхушки кустарников и других зарослей подлеска шевелятся. Не видя самой дичи и не дождавшись её появления, Кягуа прицелился в эту точку и выстрелил. Когда он подбежал к этому месту, то там лежал простреленный насквозь его сын, который, как оказалось, вслед за отцом также поспешно вышел из дому на охоту. Кягуа в отчаянии схватился за голову: сын был мёртв. Пастухи доставили тело убитого сына домой. Кягуа страшно переживал случившееся — семь дней он ничего не ел, ни с кем не разговаривал. На восьмой день (в день похорон) Кягуа натянул конские волосы на то корыто, в котором купали в детстве убитого им сына и стал играть на нём, напевая про то, как его предки никогда не оплакивали своих умерших сыновей, и о том, как Дуг — его сосед, года два назад, также во время охоты и также нечаянно убил своего лучшего друга — охотника Леурсана. Так Кягуа изливал своё горе. Корыто, на котором Кягуа натянул струны, имело форму треугольника, то есть более широкое углубление корыта, приспособленное для изголовья ребёнка, постепенно суживалось к противоположному его концу, принимая форму равнобедренного треугольника, основание и вершина которого заканчивались небольшими выступами-ручками. Кягуа назвал свой импровизированный музыкальный инструмент «ахымаа», поскольку три выступа корыта были похожи на ручки и фактически служили таковыми. В дальнейшем этот инструмент совершенствовался.
Ахымаа был малораспространённым и очень древним музыкальным инструментом.
В середине XX века некоторые старики ещё помнили этот инструмент, но не знали, как играть на нём и как его настраивать. Очень похожий на ахымаа многострунный ударный инструмент трапециевидной формы у узбеков назывался чанг, как и арфа у сванов и персов.

## Обрядовая культура
В период праздничного приёма посетителя в Абхазии окружала вниманием молодёжь, в его честь организовывали пляски, его веселили игрой на ачарпын, аюмаа, ахымаа или апхьарца.
В абхазской версии нартского эпоса «манера исполнения обусловлена формой различных сказаний. Прозаический текст (наиболее распространённая форма бытования абхазского нартского эпоса) излагает один сказитель. Текст целиком стихотворный поётся одним или группой сказителей, либо исполняется на национальных музыкальных инструментах апхярце, авимаа, или ахымаа (арфы) или же на ачарпыне (свирель). Весьма редко встречаются сказания смешанной стихотворно-прозаической формы».

## Инструментальные коллективы
В современной Абхазии существует множество народных инструментальных ансамблей, которые исполняют композиции на ахымаа. Используется в оркестрах народных инструментов, самый известный ансамбль «Гунда»

## Галерея

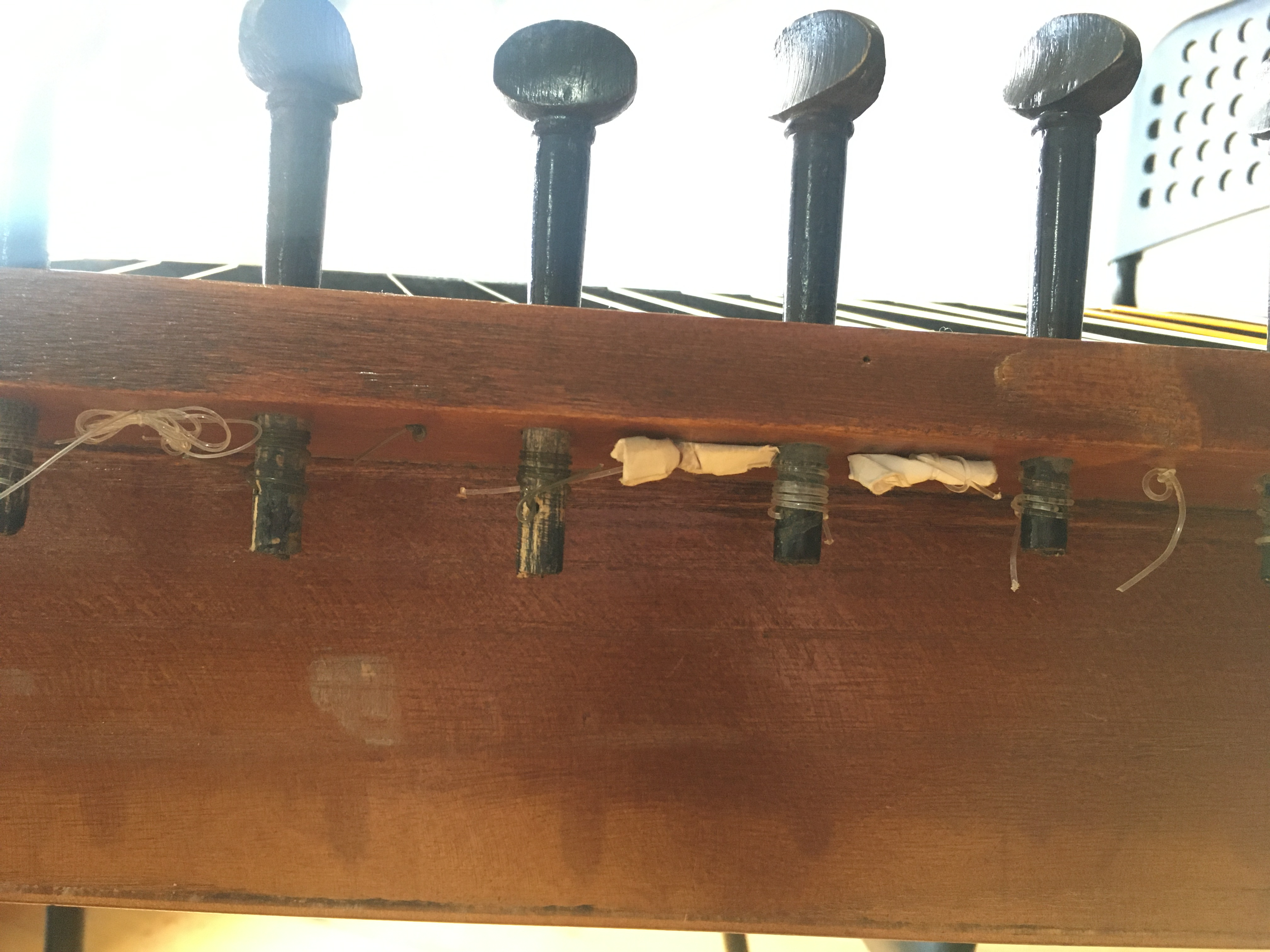
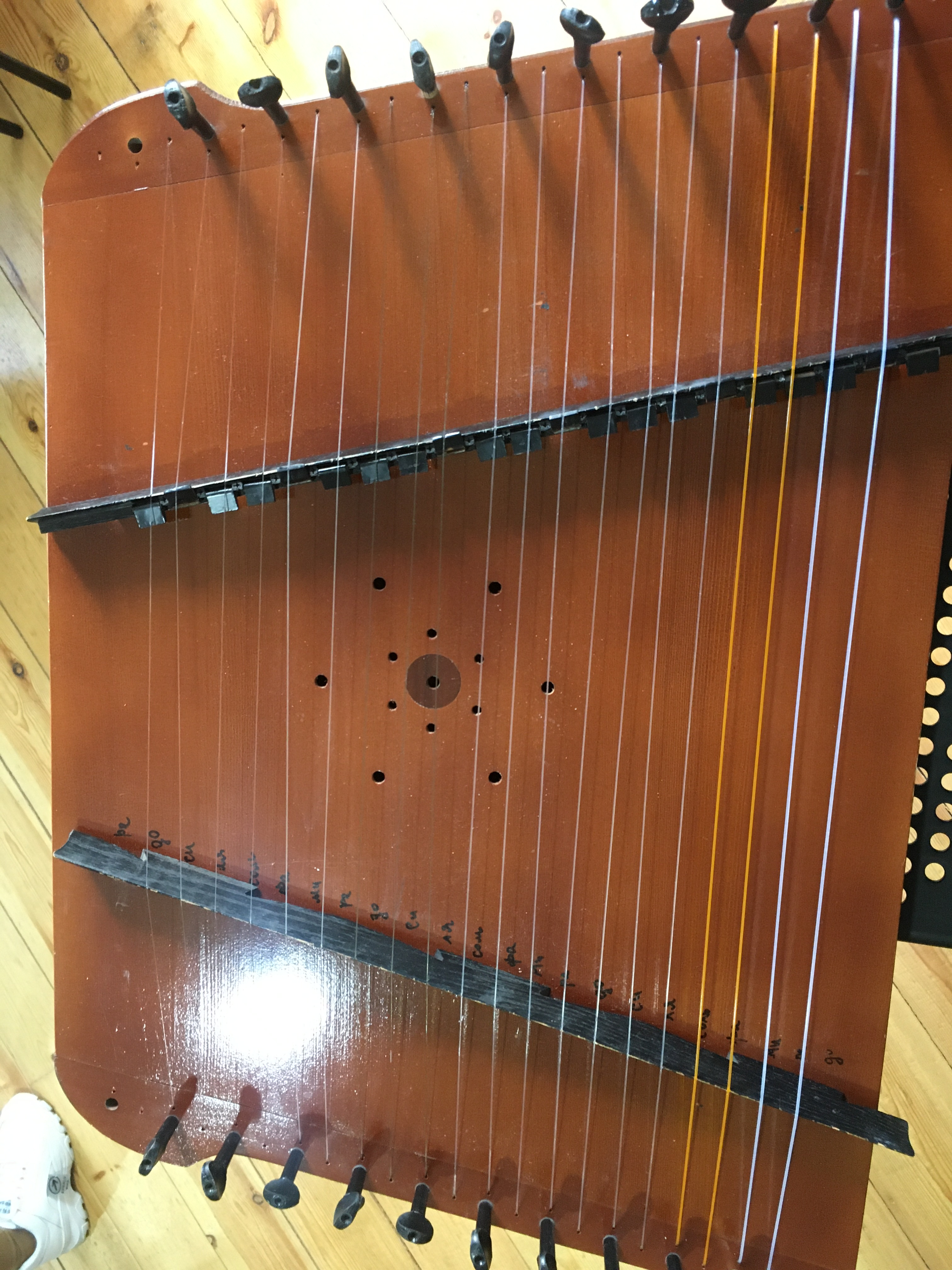
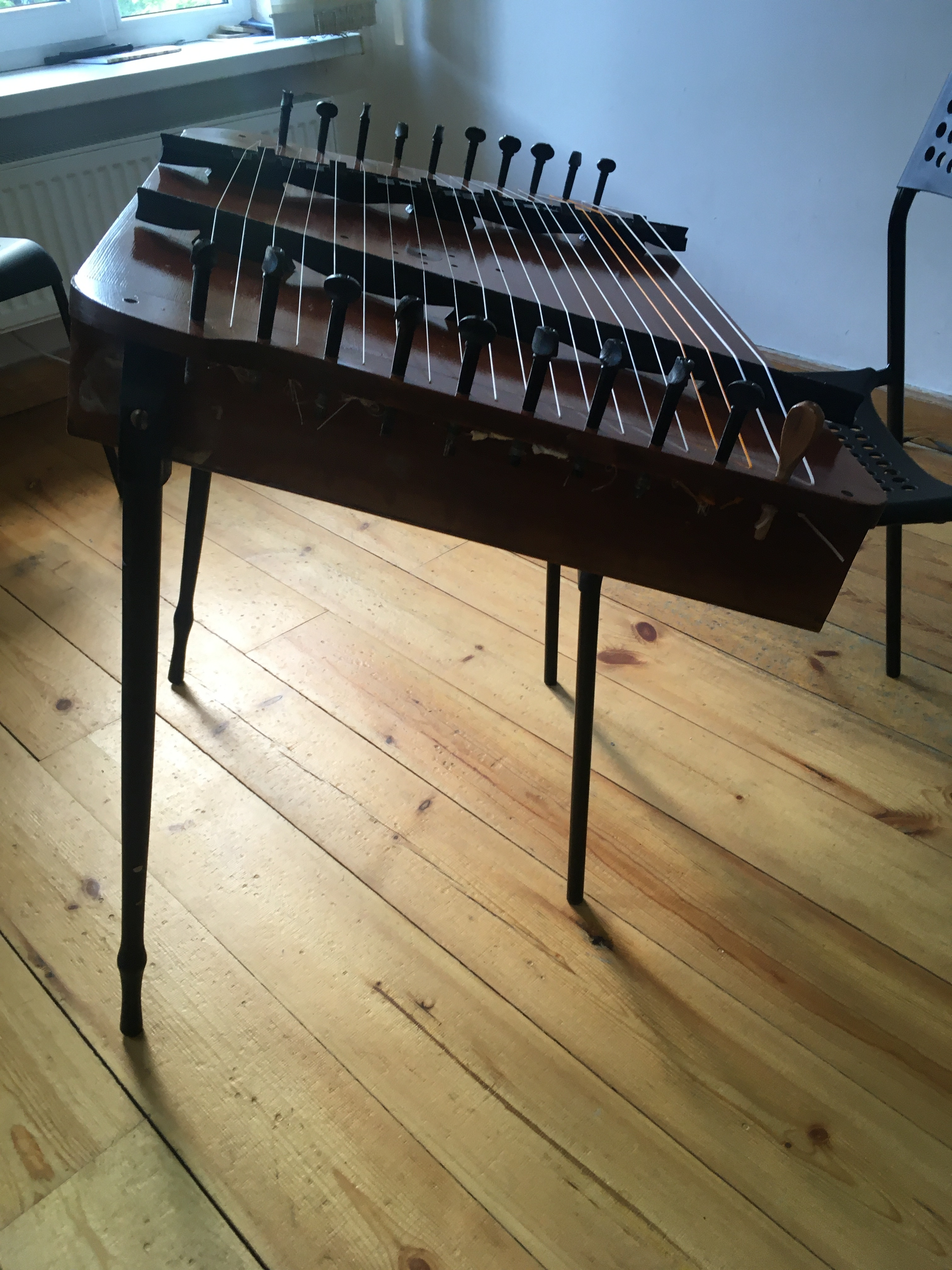
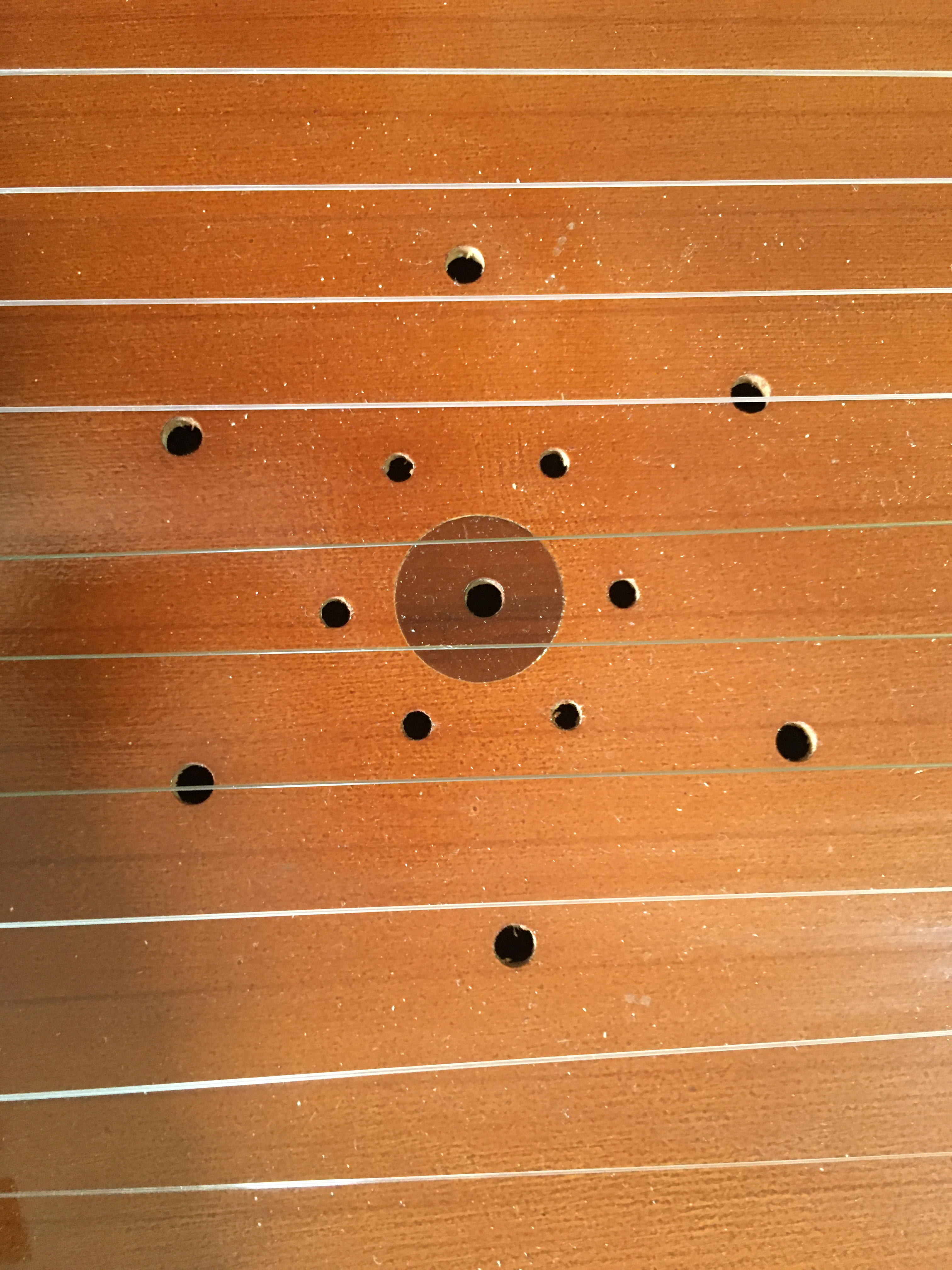